# Femmes du Caire
Pour plus de détails, voir Fiche technique et Distribution.
Femmes du Caire (arabe: إحكي يا شهرزاد - Ehky ya Shahrazad : « Parle, Shéhérazade! ») est un film dramatique égyptien, réalisé par Yousry Nasrallah, sorti en 2009.

## Synopsis
Le Caire. Hebba (Mona Zaki), animatrice télévisée en vogue, diffuse un talk-show nocturne sur Sun TV. De banales et anodines au départ, les émissions parlent de plus en plus des femmes et finissent par dresser un terrible tableau de la condition féminine en Égypte, sur fond de dissolution des mœurs et d'obscurantisme religieux conjugués. Mais cela ne plaît pas à tout le monde, et en premier lieu, au compagnon de Hebba, Karim (Hassan El Raddad). Il est rédacteur en chef adjoint d'un journal appartenant au gouvernement et vise le poste de rédacteur en chef. Or les émissions de sa femme risquent de porter un coup fatal à cette ambition...

## Fiche technique
Sauf indication contraire, les informations mentionnées dans cette section peuvent être confirmées par la base de données cinématographiques IMDb,  présente dans la section « Liens externes ».«  »
- Titre : Femmes du Caire
- Titre : إحكي يا شهرزاد (Ehky ya Shahrazad - « Parle Shéhérazade! »)
- Réalisation : Yousry Nasrallah
- Scénario : Waheed Hamed
- Direction artistique : Mohamed Atteya
- Costumes : Dina Nadim
- Son : Ibrahim Desouki, Ahmed Gaber
- Photographie : Samir Bahsan
- Montage : Mona Rabi
- Musique : Tamer Karawan
- Société de production : Rotana Film Production, Misr Cinema Company
- Société de distribution : Pyramide Distribution, Rotana Studios
- Pays d'origine :  Égypte
- Langues : Arabe
- Format : Couleurs - 1,85:1 - Dolby SR - 35 mm
- Genre : Drame
- Durée : 134 minutes (2 h 14)
- Dates de sorties en salles :
  -  France : 5 mai 2010
  -  Égypte : 24 juin 2009

## Distribution
- Mona Zaki : Hebba - prix de la Meilleure Actrice 2009
- Mahmoud Hemeida : Adham
- Hassan El Raddad : Karim
- Sawsan Badr : Amany
- Rihab El Gamal : Safaa
- Nesrine Amin : Wafaa
- Nahed El Sebaï : Hanaa
- Mohamed Ramadan : Saïd

## Autour du film

### Critiques
En regard du box-office, Femmes du Caire a été plutôt bien accueilli par la critique. Il obtient 89 % d'avis positifs sur Rotten Tomatoes, sur la base de 9 commentaires collectées. Il est évalué à une moyenne de 3,8/5 pour 16 critiques de presse sur Allociné.

« Film superbe, intense, puissant, féminin et féministe (...). Les plans vibrent, exsudent le désir, magnifiant les visages et les corps de ses actrices (...). Le film glisse parfois vers la comédie farcesque (...), mais le tragique domine (...). Dans le contexte égyptien, Femmes du Caire est un brûlot politique et sensuel – politique parce que sensuel. »

— Serge Kaganski, Les Inrocks, 30 avril 2010.

« Femmes du Caire est un beau film de cinéma. (...) Yousry Nasrallah joue délibérément avec les codes de la fiction populaire sans renoncer à la vigueur de son expression de cinéaste. »

— Thomas Sotinel, Le Monde, 4 mai 2010.

« Une mise en scène efficace et quelques scènes dures servent le propos de ce film, regard moderne sur une société où la soumission exigée des femmes va croissant. »

— Corinne Renou-Nativel, La Croix, 5 mai 2010.

« Le réalisateur n'a certes pas toujours la maîtrise narrative ni l'habileté esthétique du maître Almodovar. (...) Le film, très sensuel, réussit toutefois à concilier la puissance romanesque de beaux portraits de femmes (magnifiquement incarnés) avec un discours offensif contre la machisme de la société égyptienne. »

— Samuel Douhaire, Télérama, 8 mai 2010.

## Distinctions
| Date                             | Distinction                                             | Catégorie                             | Nom               | Résultat   |
| -------------------------------- | ------------------------------------------------------- | ------------------------------------- | ----------------- | ---------- |
| 24 novembre au 1er décembre 2009 | Festival des trois continents                           | Prix de l'audience                    | Yusri Nasrullah   | Lauréat    |
| 24 novembre au 1er décembre 2009 | Festival des trois continents                           | Montgolfière d'or                     | Yusri Nasrullah   | Nomination |
| 4 au 10 août 2009                | Festival international du film d’Alexandrie             | Meilleure actrice                     | Mona Zaki         | Lauréat    |
| 4 au 10 août 2009                | Festival international du film d’Alexandrie             | Meilleur acteur dans un second rôle   | Muhammad Ramadhan | Lauréat    |
| 4 au 10 août 2009                | Festival international du film d’Alexandrie             | Meilleure actrice dans un second rôle | Rehab El Gamal    | Lauréat    |
| 2 au 12 septembre 2009           | Mostra de Venise                                        | Prix Lina Mangiacapre                 | Yusri Nasrullah   | Lauréat    |
| 2 au 7 novembre 2010             | Festival international du film indépendant de Bruxelles | Meilleur scénario                     | Wahid Hamid       | Lauréat    |